# Igreja de Saint-Germain-d'Auxerre em Coulmier-le-Sec
A igreja de Saint-Germain-d'Auxerre é uma igreja católica do século XIII, localizado em Coulmier-le-Sec, no departamento de Côte-d'Or, França.

## Histórico
A igreja foi construída no século XIII no local de um antigo assentamento romano destruído ao século X.
A varanda e a porta da frente encimadas por um baixo-relevo representando um bispo datam da segunda metade século XVIII.
A torre do sino foi reconstruída em 1840. Foi destruído com suas quatro torres de sino pela força aérea alemã em 1940. No entanto, foi reconstruída após a Segunda Guerra Mundial e a igreja foi totalmente restaurada.

## Descrição

### Arquitetura
A nave possui três baías separadas por duas fileiras de pilares que sustentam abóbadas nas nervuras cruzadas. Como os edifícios dos Templários, a abside do coro é plana, com duas baías pontiagudas encimadas por um óculo.
A torre sineira com diferentes baias gêmeas nos quatro lados está localizada no cruzamento do transepto. A igreja é fornecida no XVII XVII   de um alpendre triangular encimado por um baixo-relevo.

### Mobília
- Crucifixo pintado monumental e Virgem e Criança do século XVI;
- Atril e Cristo com laços século XVII;
- Outras estátuas policromadas: Saint Germain, Saint Nicolas;
- Batistério ovóide curioso;
- Altar de pedra calcária decorado com mármore;
- Inúmeras lápides no chão;
- Janelas de vitral notáveis [1] .

### Os sinos
A igreja tinha uma grande torre sineira com quatro torres sineiras muito altas, cujo edifício tinha um total de 400 sinos. Durante a Segunda Guerra Mundial, essas quatro torres sineiras foram destruídas e, durante a reconstrução do edifício, apareceram sob quatro mini flechas para marcar sua presença.
O carrilhão é composto por apenas 3 sinos lançados entre 1947 e 1949, que substituíram os sinos destruídos em 1940. O primeiro, chamado Jeanne-Françoise, é o maior, com 655 kg e 104,7 cm de diâmetro. Foi derretido por Blanchet em Paris em 1947. Ela toca o angelus e dá o tilintar a cada hora. O segundo sino chamado Jeanne-Colette nasceu em Paris, com um peso de 425 kg e um diâmetro de 91,8 cm. Toca apenas trimestralmente com a campainha 3 e também toca para missas. O último sino é chamado Renée-Cécile-Marcelle. É chamado de "tímido" porque muitas vezes não faz seu som agudo ser ouvido. Foi criado por Blanchet em 1947 e pesa 325 kg com um diâmetro de 83,7 cm  .

## Proteção
A igreja de Saint-Germain-d'Auxerre está listada como monumento histórico em 26 de março de 1941.  